# Православие в Бахрейне
Православие в Бахрейне — одна из небольших христианских конфессий в современном Бахрейне.

## История
Согласно преданию, первым, кто проповедовал христианство в Аравии, был святой апостол Варфоломей. В 225 году на островах Бахрейна уже существовала христианская епископия. В течение III—IV веков христианство все больше распространялось в Бахрейне. Однако, в 431 году местные христиане перешли из православия в несторианство. В VII веке началась стремительная исламизация Бахрейна, но часть населения продолжала исповедовать христианство.

## Новейшее время
В настоящее время из всех христианских общин Бахрейна православная является самой малочисленной, в основном её составляют приезжие из других стран: России, Украины, Белоруссии и Греции и т. д. Канонически территория Бахрейна входит в юрисдикцию Антиохийской Православной Церкви. Действующих православных храмов в настоящее время нет: имеется часовня в посёлке киприотов без постоянного священника; в 2008 году рассматривался вопрос о строительстве в Бахрейне храма Русской православной церкви.
В Бахрейне имеются и последователи Древневосточных православных церквей: так, в стране действуют дохалкидонские храмы Девы Марии, относящийся к юрисдикции Маланкарской православной церкви, и Святого Петра, находящийся в юрисдикции Сиро-яковитской православной церкви.
В 2000 году страну посетил Константинопольский патриарх Варфоломей II. В мае 2002 года Бахрейн впервые посетил представитель Русской Православной Церкви.